# ژرژ-آلبر اوریه
ژرژ-آلبر اوریه (به فرانسوی: George-Albert Aurier) نویسنده، شاعر، منتقد و نظریه‌پرداز قرن نوزدهم میلادی اهل فرانسه است.